# Zell an der Pram
Zell an der Pram ist eine ländliche Gemeinde mit 1955 Einwohnern (Stand 1. Jänner 2025) und ein Dorf im Bezirk Schärding in Oberösterreich. Die Gemeinde liegt im Gerichtsbezirk Schärding. Das Ortsbild wird wesentlich von der Pfarrkirche und dem Schloss mit Fresken des Münchner Hofmalers Christian Wink geprägt.

## Geografie
Zell an der Pram liegt auf 367 m Höhe im Innviertel. Die Ausdehnung beträgt von Nord nach Süd 8,5 km, von West nach Ost 5,2 km. Die Gesamtfläche beträgt 23,3 km². 13,7 % der Fläche sind bewaldet, 75,5 % der Fläche werden landwirtschaftlich genutzt. Als Gewässer durchfließt die Pram den Ort.

### Gemeindegliederung
Das Gemeindegebiet umfasst folgende 29 Ortschaften (in Klammern Einwohnerzahl Stand 1. Jänner 2025):
- Aiglbrechting (8)
- Bernetsedt (17)
- Blümling (40)
- Brandesleiten (25)
- Dobl (51)
- Dorf (12)
- Eichberg (10)
- Fuckersberg (23)
- Gmeinedt (36)
- Habekendobl (29)
- Hellwagen (29) samt Dreitling und Voithleithen
- Holzedt (10)
- Hub (17)
- Jebling (22) samt Pramerdorf
- Krena (34)
- Obergriesbach (18)
- Ornetsedt (44)
- Point (23) samt Gollnbach und Grilldobl
- Reischenbach (40)
- Schwarzgrub (19)
- Sienleiten (7)
- Stögen (26) samt Sacherllahn
- Tischling (23)
- Weireth (52)
- Wiesing (41) samt Tischledt und Zaun
- Wildhag (23)
- Willing (47) samt Oberwilling, Unterwilling und Willingerfeld
- Würting (15)
- Zell an der Pram (1214) samt Am Wassen, Burgstall, Hochfeld und Spitzfeld

Die Gemeinde besteht aus den Katastralgemeinden Aiglbrechting, Krenna, Oberndobl, Reischenbach, Schwaben, Stögen und Zell an der Pram.

### Nachbargemeinden
| Andorf                       |                                             | Raab         |
| Lambrechten (RI)             | Kompassrose, die auf Nachbargemeinden zeigt | Altschwendt  |
| Taiskirchen im Innkreis (RI) | Riedau                                      | Kallham (GR) |

## Geschichte
Seit Gründung des Herzogtums Bayern war der Ort bayrisch. Das Ortsadelsgeschlecht der Zeller hatte bereits zu Beginn des 12. Jahrhunderts am linken Pramufer einen Sitz. Mit Christoph Zeller erlosch das Geschlecht im Jahre 1550 und der Besitz kam im Erbwege an die Herrschaft St. Martin. Joseph Ferdinand Graf von Tattenbach (1723–1802) prägte den Ort durch Neuerrichtung der Pfarrkirche Maria Himmelfahrt sowie durch den Neubau des Schlosses im Jahre 1772.
Aufgrund seiner Lage an der baierisch-österreichischen Grenze wurde Zell insbesondere im spanischen Erbfolgekrieg von kriegerischen Handlungen heimgesucht und geplündert. Sowohl die Österreicher als auch die Baiern führten ihre Kriegszüge durch Zell. So ist bekannt, dass der baierische Churfürst Max Emmanuel Anfang 1704 sein Hauptquartier in Zell aufschlug.
Im Mai 1779 musste Baiern im Frieden von Teschen seine sieben Rentämter am rechten Innufer an Österreich abgeben. Damit kam das zum Rentamt Schärding gehörende Zell zu Österreich.
Während der Napoleonischen Kriege wieder kurz bayrisch, gehört er seit 1814 endgültig zu Oberösterreich.
Nach dem Anschluss Österreichs an das Deutsche Reich am 13. März 1938 gehörte der Ort zum Gau Oberdonau. Nach 1945 erfolgte die Wiederherstellung Oberösterreichs.
Bis Ende 2002 gehörte die Gemeinde zum Gerichtsbezirk Raab, nach dessen Auflösung wurde sie dem Gerichtsbezirk Schärding zugewiesen.

### Einwohnerentwicklung
Die Einwohnerzahl ist seit 1961 konstant bei rund 2000 Personen.

## Kultur und Sehenswürdigkeiten

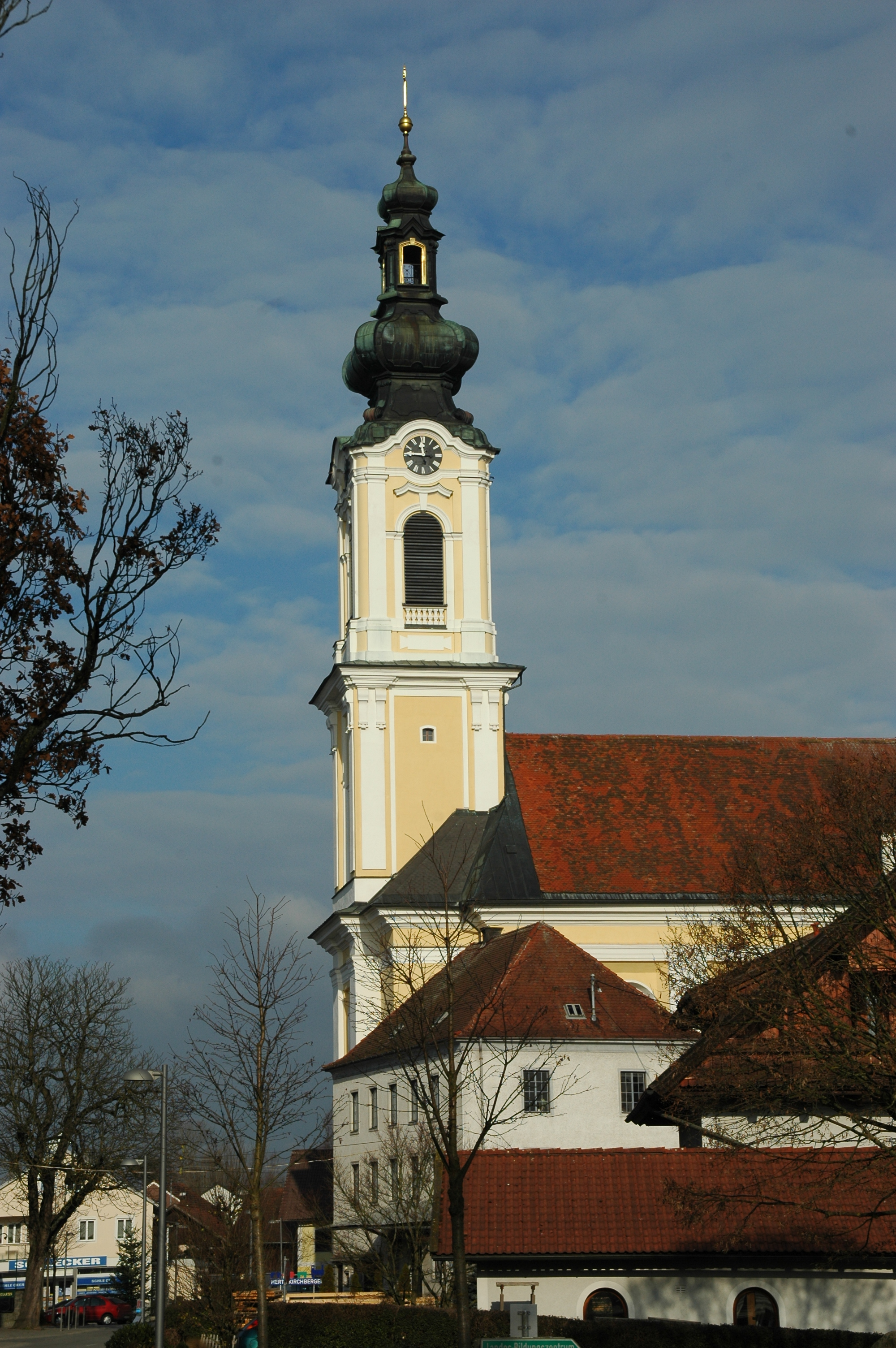
Kath. Pfarrkirche Mariä Himmelfahrt in Zell an der Pram

- Schloss Zell an der Pram
- Pfarrkirche Zell an der Pram

### Sport
Sportliche Aktivitäten gehen großteils von der Sportunion aus, welche einen Sportplatz, Volleyballplatz und Asphaltstockbahnen, samt Asphaltstockhalle, betreibt. Besonders aktiv ist die Faustballmannschaft. Im Jahr 2006 stellte die Faustballsektion der Sportunion Zell den Staatsmeister der U14 männlich.

## Wirtschaft und Infrastruktur
Die örtliche Wirtschaft ist stark von der Landwirtschaft (Milchviehhaltung, Ackerbau, Baumschulen) geprägt.

### Verkehr
Durch die am Ort vorbeiführende Bundesstraße 137 und die Bahnstrecke Wels–Passau ist Zell an der Pram mit einer guten Verkehrsinfrastruktur ausgestattet. Die Innkreisautobahn ist binnen weniger Minuten erreichbar.

## Politik

### Bürgermeister
- 2003–2021 Matthias Bauer[4]
- seit 2021 Martin Tiefenthaler[5]

### Wappen
Das Wappen wurde der Gemeinde am 12. Dezember 1969 von der oberösterreichischen Landesregierung verliehen.
Blasonierung: In Rot ein silberner, schräggestellter Schürhaken, der linke Widerhaken herabgesetzt und entgegengestellt. Der Schürhaken entstammt dem Wappen der ausgestorbenen Familie Zeller, die bereits zu Beginn des 12. Jahrhunderts am linken Ufer der Pram einen Sitz hatten. Mit Christoph Zeller erlosch das Geschlecht im Jahre 1550. Die Gemeindefarben sind Rot-Weiß.

Wappen
Banner

## Persönlichkeiten

### Ehrenbürger
- 2022: Matthias Bauer, Bürgermeister von Zell an der Pram 2003–2021[6]

### Söhne und Töchter der Gemeinde
- Josef Furthner (1890–1971), Bildhauer
- Franz Hellwagner (1916–2012), Politiker
- Katharina Dobler (1918–2003), Volkskundlerin und Volkskultur-Aktivistin, Ehrenbürgerin von Zell
- Rudolf Weilhartner (* 1935), Autor und Pädagoge
- Lydia Neunhäuserer (* 1973), Mundartautorin, Pilgerbegleiterin

### Mit der Gemeinde verbundene Persönlichkeiten
- Ludwig Daxsperger (1900–1996), Komponist und Domkapellmeister in Linz